# 西奈阿克 (紐約州)
西奈阿克（英語：West Nyack）是位於美國紐約州羅克蘭縣的普查規定居民點。

## 人口
根據2020年美國人口普查的數據，西奈阿克的面積為7.65平方千米，當中陸地面積為7.57平方千米，而水域面積為0.08平方千米。當地共有人口3649人，而人口密度為每平方千米476.99人。